# جوعان بن حمد آل ثاني
جوعان بن حمد آل ثاني (25 أغسطس 1986 -)، هو شقيق أمير دولة قطر تميم بن حمد بن خليفة آل ثاني ونجل الأمير السابق الشيخ حمد بن خليفة آل ثاني من زوجته الشيخة موزة المسند. يعمل ضابط بالقوات المسلحة القطرية برتبة نقيب، بالإضافة إلى رئاسة اللجنة الأولمبية القطرية.

## حياته
تلقى تعليمه في المدرسة العسكرية الخاصة في سان سير، فرنسا. كما التحق بأكاديمية أوك ريدج العسكرية في مدينة أوك ريدج بولاية نورث كارولينا. وكان سفير تتابع الشعلة في دورة الألعاب الآسيوية 2006 في الدوحة.
في مايو 2015، عين رئيسًا للجنة الأولمبية القطرية. شغل منصب رئيس اللجنة المنظمة لبطولة العالم الرابعة والعشرين لكرة اليد للرجال قطر 2015. ترأس الشيخ جوعان بن حمد لجنة عرض الدوحة لدورة الألعاب الآسيوية 2030، التي فازت باستضافة دورة الألعاب الآسيوية 2030.
في عام 2020، حصل على درجة الماجستير في إدارة الأعمال من المدرسة العليا للتجارة في قطر.
في 9 أغسطس 2022، حضر الشيخ جوعان حفل افتتاح النسخة الخامسة من ألعاب التضامن الإسلامي 2021، والتي افتتحها الرئيس التركي رجب طيب أردوغان في قونية، تركيا.

## جوائز
نال الشيخ جوعان جائزة الشخصية الرياضية العربية، كونه نجح منذ رئاسته اللجنة الأولمبية القطرية في العام 2015 في تحقيق العديد من الإنجازات الرياضية العالمية، وفي مقدمتها تحقيـق الرياضيين القطريين خلال دورة الألعـاب الأولمبيـة في طوكيو 2020 أفضل إنجازات فـي تاريخهم الأولمبي بلغت ميداليتين ذهبيتين وميدالية برونزية، كما ترأس الشيخ جوعان اللجنـة المنظمـة لبطولـة العالـم لكـرة اليـد فـي الدوحـة عام 2015 وأسهم في استضافة قطر للعديد من الفعاليات الرياضية الدولية على مستوى جميع الرياضات، وكذلك تطويـر رياضـة الفروسـية وتحقيـق الخيول القطريـة إنجازات عالمية، كما أسهم في فوز بلاده بتنظيم دورة الألعاب الآسيوية المقررة سنة 2030 لتكون المرة الثانية التي تستضيف فيها قطر هذه الدورة بعد عام 2006.

## انتقادات
اشترى جوعان بن حمد أول سيارة باللون الأسود من طراز ”Lykan hyper sport“ وتحتوي على كشافات مرصعة بالألماس وأغطية الصالون في داخلها مصممة بخيوط من الذهب الخالص وقيمتها 2.2 مليون جنيه استرليني.

## حياته العائلية
في 24 أبريل 2008 تزوج من المها بنت سالم بن شبيب الرمل المناعي وأنجبا:
- الشيخ حمد بن جوعان آل ثاني (من مواليد 20 نوفمبر 2009).
- الشيخ تميم بن جوعان آل ثاني (ولد في 21 سبتمبر 2010).
- الشيخة الظبي بنت جوعان آل ثاني (ولدت في 25 أبريل 2012).
- الشيخ خليفة بن جوعان آل ثاني (ولد في 3 مارس 2014).
- الشيخة موزة بنت جوعان آل ثاني (ولدت في 2 نوفمبر 2015).
- الشيخ جاسم بن جوعان آل ثاني (من مواليد 7 مارس 2018).
- الشيخة مريم بنت جوعان آل ثاني (ولدت في 28 يناير 2020).
- الشيخ محمد بن جوعان آل ثاني( ولد 15 مارس في 2025).